# Art of Trance
Art of Trance, pseudonimo di Simon Paul Berry, conosciuto anche come Poltergeist o Vicious Circles (1970), è un musicista britannico di trance.
Ha fatto parte dei gruppi trance Clanger, Conscious e Union Jack. In aggiunta ai suoi lavori Berry è anche cofondatore e mente dell'etichetta discografica Platipus Records. Le sue influenze musicali derivano da Depeche Mode, Vangelis, Tomita, Orbital, 808 State, Jean-Michel Jarre, Wendy Carlos, Juan Atkins, Derrick May e Jeff Mills. Art of Trance è ben conosciuto per l'uso di suoni naturali (o elettronici che riproducono suoni naturali) nelle sue canzoni, come il cinguettio di un uccello (ad esempio in "Easter Island", "Kaleidoscope", "Madagascar"). Nel 1999 raggiunge l'apice del successo grazie a una versione del singolo "Madagascar" remixata da Ferry Corsten.

## Discografia

### Singoli
- 1993 Cambodia
- 1993 Deeper Than Deep
- 1993 Gloria
- 1993 The Colours
- 1995 Octopus/Orange
- 1996 Wildlife On One
- 1997 Kaleidoscope
- 1998 Madagasga
- 1999 Breath
- 1999 Easter Island
- 1999 Madagascar
- 2000 Monsoon
- 2001 Killamanjaro
- 2002 Love Washes Over
- 2004 Mongoose
- 2004 Turkish Bizzare
- 2005 Madagascar/Monsoon
- 2006 Persia
- 2009 Madagascar 2009
- 2009 Swarm

### Album studio
- 1996 Wildlife On One
- 1999 Voice of Earth
- 2009 Retrospective

### Remix
- 1994 Velocity - 'Lust
- 1999 Quietman - 'Tranquil
- 1999 Yello vs. Hardfloor - 'Vicious Games
- 2002 Indiana - 'Do You Hear Me?
- 2002 John Occlusion vs. Johen - 'Psycho Drums
- 2003 Jan Johnston - 'Calling Your Name
- 2004 Tekara - 'Wanna Be An Angel
- 2011 "Steve Jablonsky - 'Arrival To Earth (con Exist, Arjen van der Hoek)"